# Europäische Patentklassifikation
Am 1. Januar 2013 wurde die Europäische Patentklassifikation (European Classification System, ECLA) durch die Cooperative Patent Classification (CPC) ersetzt.
Die Europäische Patentklassifikation wurde früher vom Europäischen Patentamt (EPA) intern für die  Klassifizierung der Dokumentensammlungen sowie als Hilfsmittel bei der Recherche des Standes der Technik verwendet. Ihre baumartige Struktur war eine Feinunterteilung der Internationalen Patentklassifikation (IPC). In der letzten Version enthielt die ECLA ca. 134.000 sogenannte Symbole, die IPC zu diesem Zeitpunkt dagegen nur 70.000. Im Rahmen der Prüfertätigkeit am EPA wurde die ECLA laufend weiterentwickelt und in kürzeren Abständen (monatlich) als die IPC aktualisiert.
Ein vollständiges ECLA-Symbol bestand aus einer Folge von Buchstaben und Ziffern und wurde als Datenfeld in der internen Dokumentendatenbank des EPA angegeben. Über esp@cenet waren ECLA-Symbole recherchierbar.

## Beispiel
Ein vollständiges ECLA-Symbol am Beispiel von G06T11/00T:
- G: Physics
  - G06: COMPUTING; CALCULATING; COUNTING
    - G06T: IMAGE DATA PROCESSING OR GENERATION, IN GENERAL
      - G06T11: Two dimensional (2D) image generation
        - G06T11/00T: Reconstruction from projection, e.g. tomography

## Harmonisierung
Die meisten Patentämter benutzen neben der IPC eigene Klassifikationssysteme. Aus diesem Grund kooperieren die drei weltgrößten Organisationen für geistiges Eigentum, das EPA, das US Patent and Trademark Office sowie das Japan Patent Office, in einem trilateralen Harmonisierungsprojekt mit dem Ziel, die Patentklassifizierung international zu vereinheitlichen. Somit entfiele beispielsweise die arbeitsaufwändige Klassifizierung von US-Dokumenten nach ECLA-Symbolen.